# 欧洲人权法院

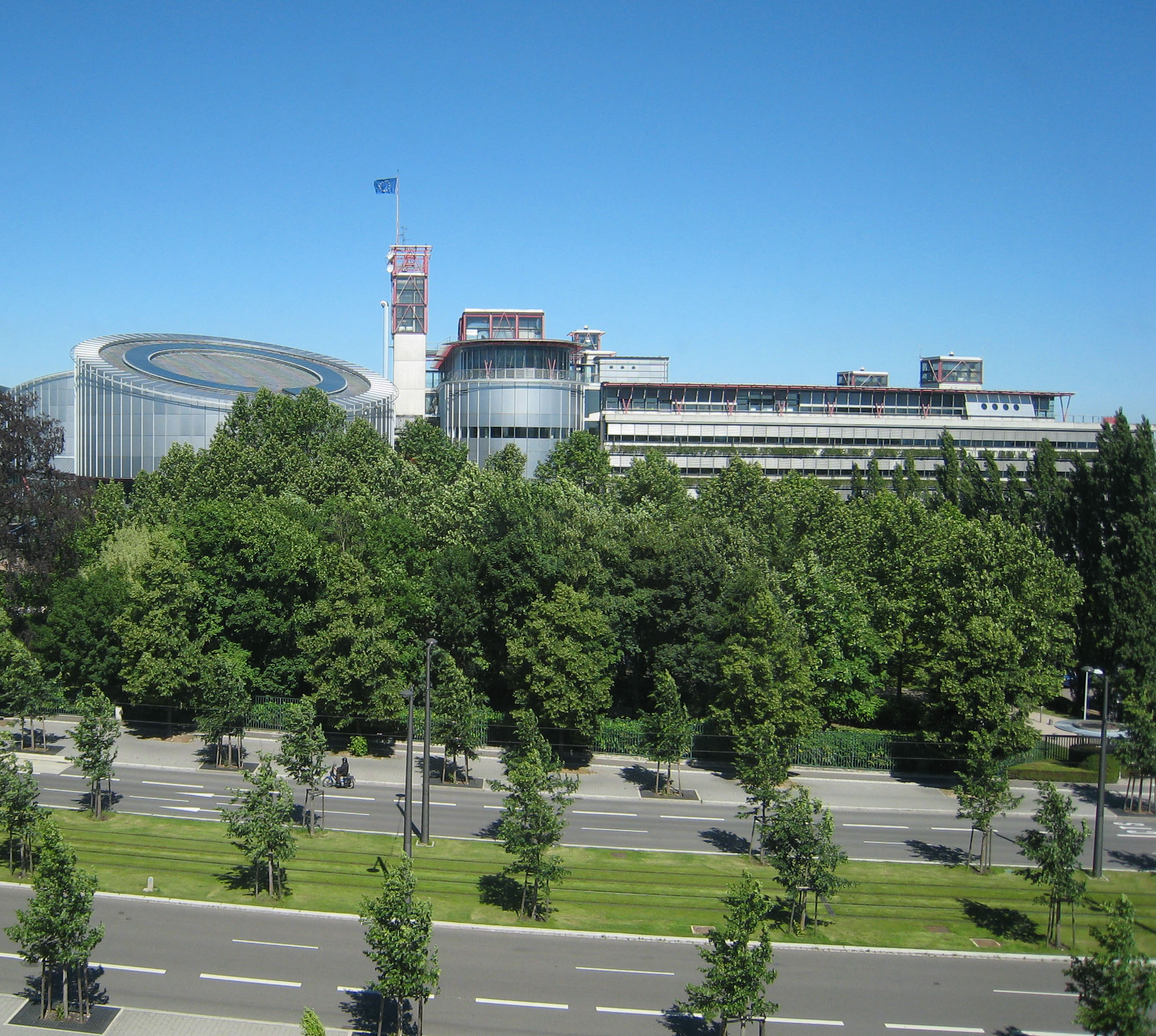
歐洲人權法院大樓

欧洲人权法院（ECtHR）是在《歐洲人權公約》的规定下建立的超国家的国际法庭，位於法国斯特拉斯堡。它审理那些指控公约缔约国违反一条或多条《欧洲人权公约》里关于公民及政治权利的人权案件。申请方可以是单个人、也可以是一群人，还可以是一个或者多个公约缔约国，并且，法庭除了给出判决外，也可以给出咨询意见。公约已被欧洲委员会所采用，并且理事会的46个成员国都加入了该公约。

## 歷史和架構
歐洲人權法法院是在《歐洲人權公約》第19條的基礎上，於1959年1月21日成立，它的第一批成員由歐洲委員會協商會議選出。 《公約》規定，法庭確保締約國對條約及其章程的遵守，也要確保歐洲理事會成員國對於公約的執行和實施情況。迄今為止，歐洲委員會的46個成員國已全部承認歐洲人權法院的管轄權。到了1998年，並且根據第十一條協議，取消原來審查申請者是否有起訴資格的機構–歐洲人權委員會。

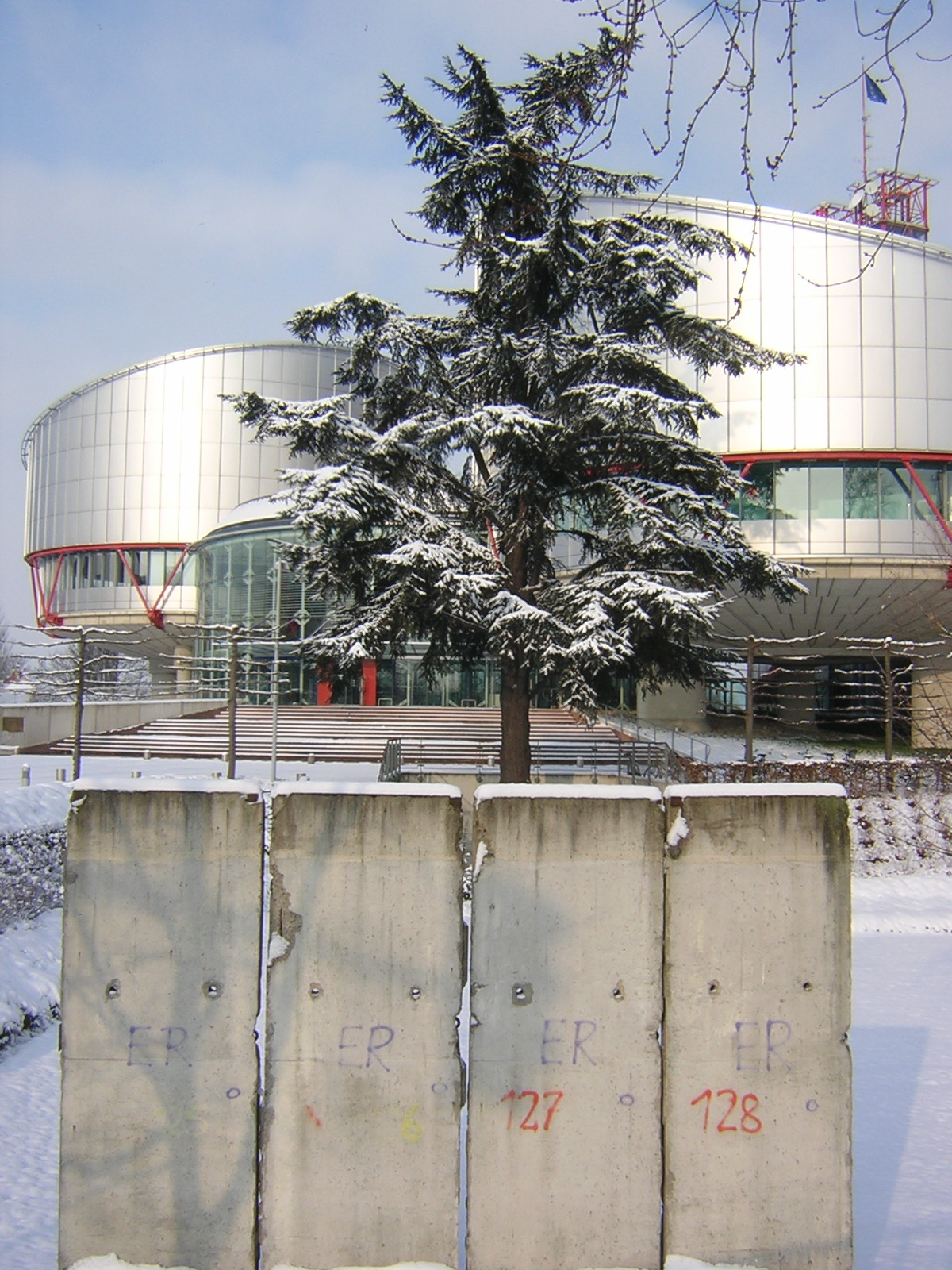
歐洲人權法院前的一段柏林牆

1989年柏林牆被推翻後，一些新的國家加入了《歐洲人權公約》，這也導致歐洲人權法院受理的案件出現急劇增長。 同時這些申請還在不斷地聚集和增加，這些大量未判決的申請使法院的受理效率受到威脅。1999年，有8400個案件需要受理。 2003年，又有27200個案件被提出申請受理， 並且未判決案件的數量升到約65000個。 到2005年， 法庭開庭審理了45500個案子。 2009年，57200個申請需要受理， 未判決案件的數量也上升到119300個。 那時約有90%的申請被告知不能予以受理，而在大部分判決的案件中， 約有60%的判決是按照所謂重復案件來處理，法庭發現這樣做違反《歐洲人權公約》，也違反了遵循先例的原則。 第11條協議旨在通過設立一個專職法院和聘請全職法官以及簡化訴訟程序、縮短審訊期限的方式，來處理案件堆積的情況。 但是， 隨著法院工作量的持續上升，締約國同意進一步改革。在2004年5月，歐洲委員會部長理事會在《歐洲人權公約》上增加了第14條。 第14條協議就是為了減輕法庭和監督法官執行情況的歐洲委員會部長理事會的工作量而設立， 以促使法庭集中精力處理與人權有關的重大案件。 
1998年11月1日，歐洲人權法院成為一個擁有全職法官的永久性常設法院，其目的是為了要取代舊有由歐洲人權委員會（1954年設立）及1959年設立的歐洲人權法院所構成的機制。歐洲人權法院的新架構是由於1998年11月的第11號議定書（此為歐洲人權公約的修正案）而來。新的全職法官隨後便由歐洲委員會的議會選舉出來。第11號議定書在1998年11月1日正式生效並開始施行，其建立了專職的法院，並且直接開放讓大多數的歐洲人可以接近並使用它。在此之前，歐洲人權法院已經做出了837個判決，7年後，2005年年底時，本法院更是已經做出了5968個判決。
結構
所有歐洲委員會的成員國都必須簽署並批准歐洲人權公約。而每個締約國在歐洲人權法院的法官數量皆相同，目前維持在46個法官。每一個法官皆由歐洲委員會的成員國推薦，並由議會選舉任命之。然而，在此並未對於法官的國籍有特別要求（譬如說，列支敦斯敦可以推薦一個瑞士人）。重視的是該法官是否能夠做為一個公正不倚的裁判者，而非其代表的是哪個國家。每一個法官當選後，其任期為6年，且可以連選連任，不過需要注意的是，依據公約第23條之規定，法官若年滿70歲，則必須要退休，由其提名國提名新的法官替補。
歐洲人權法院共分為5個「庭」，每一庭的法官在地理和性別上皆平等。整個法院共選出一個院長以及五個庭長，而其中的兩個庭長同時兼任法院的副院長。所有職位的任期皆為3年。每一個庭都包含了1個庭長和6個法官。歐洲人權法院同時也有由17個法官組成的「大法庭」，其成員包含了院長、副院長和其他輪流選出的法官，其中，這些選出的法官每9個月便會更換一次。
判決歷史
歐洲人權法院的第一個判決是在1960年針對Lawless v. Ireland案所做出的判決。2008年9月18日，歐洲人權法院做出了其第10000號判決，「Takhayeva and Others v. Russia案」（no. 23286/04）。法院發現俄羅斯軍方在對待其從車臣某個村脅持來的本案控訴人時，違反了歐洲人權公約中的第2條（生命權）、第3條（免於酷刑與不人道待遇之自由）、第5條（人身自由及安全之權利）以及第13條（有效獲得國內司法救濟的權利）的規定。

### 第十四號議定書的改革
《歐洲人權公約》第十四號議定書獲得了47個締約國的批准， 並於三個月後的2010年6月1日正式生效。
1. 俄羅斯的特殊安排：在2006年到2010 年之間，俄羅斯是唯一拒絕批准該條約生效的國家。 到了2010年，俄羅斯終於同意不再反對該條約， 但條件是俄羅斯的法官可以參與審理控告俄羅斯的案件 [4]
2. 歐盟成為公約一方：第十四號協議的第17款允許歐盟成為公約一方。於2009年12月生效的《里斯本條約》， 規定歐盟應該加入同意並加入該條約。 [3]部長委員會應從2012年到2015年分別評估第十四條議定書的實行在何種程度上改善了人權法院的工作效率。部長委員會需在2019年之前決定人權法院是否需要更多的改革。

第十四號議定書在三個方面進行了改革：增強了法院對案件的過濾能力，以處理那些明確規定不受理的案件，制定了新的受理標准，因此一些申請者人權沒有遭受明確侵犯的案子將不會被受理，另外還制定了一些解決重復性案件的更為有效的措施，包括以下：
法官
1. 將法官任期延長為9年，且任期屆滿不可續任；而之前規定是法官任期六年，屆滿可續任。
2. 一位法官即可決定拒絕受理不符合受理標准的案件，而過去規定需由三位法官組成的委員會才可以作出這種最終決定。
3. 在有疑點的案子中，法官可以將其提交到法院委員會。
4. 若僅單獨一名法官承審，他不可審理那些指控該法官所屬國家的案子。
5. 決定案件適用的法律依據：三位法官組成的委員會，有權宣布案子是否可被受理，並且可決定案件的法律依據，如果該案件理據充分清晰，而且以完善的的判例法為依據。在以前三位法官委員會只能判斷案子是否可被受理，但不能決定案件的法律依據，而法律依據只能由七位法官組成的委員會或大法庭來做。
6. 當三位法官組成的委員會決定案件的法律依據時，被該國推選的法官不再必須是委員會的一員。該法官可被委員會邀請，來代替其中的一位成員， 但必須要有特定的原因，比如當案件涉及到是否用盡國內法律救濟時。 [3]

案件受理
第十四號議定書授權法庭可以宣布拒絕受理以下案件：申請者沒有遭受重大不公並且沒有提出嚴重影響到對公約的適用和解讀的問題，或者有關國內法的重大問題。歐洲人權專員現在可以作為第三方介入到案件中， 提交書面意見並參與到審訊中。為了減少法院的工作量， 第十四號協議規定法庭可以鼓勵各方在訴訟早期階段達成協議， 尤其是在重復的案件中。部長委員會負責監督協議的執行。第十四號協議也允許部長委員會在最終判決的執行遇到困難時， 要求法院對最終判決做出解釋。為了避免締約國在法庭之前已經裁決過的有關結構問題上的重復申請， 部長委員會可在例外情況下，以三分之二的大多數，發起在法院的大法庭中進行的不服從程序。 

## 法官
在採納第十四號議定書之前，法官的任期是六年，可以選擇連任。現在的法官不可連任，任期為九年。法庭全職法官的總數46人，和歐洲人權公約46個締約國總數相同。公約要求法官具備高標準道德品質，並且要有資格擔任司法機關高級職務或者同等機構的法律顧問。
法官由歐洲議會委員會多數票選出，來自締約國提供的三名候選人。當全職法官任期到期或者有新的國家加入到《公約》時， 需要進行法官選舉。 法官的退休年齡是70歲，但是他們可能會等到新的法官上任或者等到他們所審的案子結束才會離開法官職位。
法官以自己的個人能力履行職責，禁止與提名他們的國家有任何機構上的或者其他類型的聯繫。為了確保法庭的獨立性，法官不允許參加可能影響到法庭獨立性的活動；若法官與訴訟任一方有家庭或工作關係時必須迴避。
法官只能在以下情況下被法院解聘：當該法官不能滿足職位的必備條件並且經過多於三分之二的其他法官的同意。法官在他們的任期內享有歐洲委員會章程第四十條規定的特權和豁免權。 

## 全體法庭和行政機構
全體法庭是法院所有法官的集合。它不具有司法功能， 主要負責選舉法庭的主席、副主席、司法常務官和副司法常務官。它也處理行政事務，紀律問題， 工作方法，改革事宜，分庭的建立以及法庭規則的適用等。 

## 管轄
法庭管轄的案件一般分為國際案件、個人起訴締約國的案件以及根據公約第二條出具的咨詢書。法院所受理的案件大部分都是個人起訴的。 委員會由3個法官組成，分庭由7個法官組成，大法庭由17個法官組成。 

### 個人提出的申請
個人提出訴訟，反對締約國，宣稱該國家侵犯了他們在歐洲人權公約下的權利。 訴訟方可以是任何個人，非政府組織或者是個人組成的團體。儘管法庭的官方語言是英語和法語，但是申請可以用締約國的任何一種官方語言提交。申請必須是書面形式，並且要有申請人或者申請人代表的簽名。一旦在法庭登記， 案件會分配給法庭記錄員，最終決定該案是否能立案。一個案子可能因屬物原則、時效原則還有屬人原則不合規定而不能立案。或者由於一些形式依據而不能立案， 比如沒有充分利用當地救濟、超過六個月時效、匿名起訴、案件的實質性問題已經提交給法院或者另一個有關國際調查的程序。如果法官書記認為案子可以繼續， 案子則由法庭繼續審查，除非認為申請不能立案， 需要和案件所反對的國家的政府商談， 要求政府對案件給予自己的意見。法庭會仔細考慮並裁決該案件可否立案及其法律依據。那些對《歐洲人權公約》的解釋和適用提出重大問題的、有普遍意義的重大問題或者與之前的案例法出現分歧的案件， 在雙方都同意的情況下， 可以由法庭將該案件提交大法庭審理。由五名法官組成的小組可以決定大法庭是否接受被提交的案件。 

### 國際案件
任何《歐洲人權公約》的締約國可以起訴另一個違反《公約》的締約國，儘管實踐中這非常少見。

### 咨詢意見
部長委員會，通過多數投票表決，要求法庭基於
歐洲人權公約, 提出咨詢意見， 除非法庭已經考慮到案子所涉及的基本權利。 

## 批評
人權法院對公約延伸範圍的解釋時常遭受批評：有時批評他們界限太窄， 有時則批評界限太寬。例如， 在有關塞浦路斯的判決中，前法官盧基斯·盧凱德斯批評法庭“不願去尋找影響被告國利益的敏感問題”。 另一方面， 英國上議院高級法官， 霍夫曼爵士在2009年指責法庭沒有充分利用“裁量余地原則”。“不能抵制擴大其司法權的誘惑，不能在成員國中使用統一的規則。把自己等同於美國最高法院，意圖給歐洲制定聯邦法律”。 霍夫曼爵士認為法庭干預國內法細則的權利應被剝奪。 他於2010年通過比利時憲法法院主席馬克·博敘伊加入到對法庭的批評中，後者在2014年也批評人權法院在司法上過於激進， 把條約所保護的內容擴展到那些明顯不在《公約》範圍內、也有違《公約》策劃者們意願的問題。博敘特尤其批評了法庭運用《公約》第3條和第6條對庇護案件的處理。
來自俄羅斯的批評是：單個國家在很多裁決中都被認為違反《公約》，這太過於頻繁。法庭的法官阿納托利·科夫勒在俄羅斯問題上解釋了他經常出現的反對意見，指出“我不喜歡法庭把非歐洲的價值觀評價為反動的（福利黨訴土耳其案）。” 俄羅斯憲法法院的主席瓦列裡·佐爾金指出：馬金起訴俄羅斯的案件中，俄羅斯有權創造一種機制，來保護自己的國家主權及基本的憲法原則不受法庭判決的影響。 
也有針對法庭結構的批評。盧凱德斯寫道， 法院創造了“一個分開而又集中的機構， 這個機構根據《公約》是與法院各機構的體系毫無關係的。” 

## 程序與判決

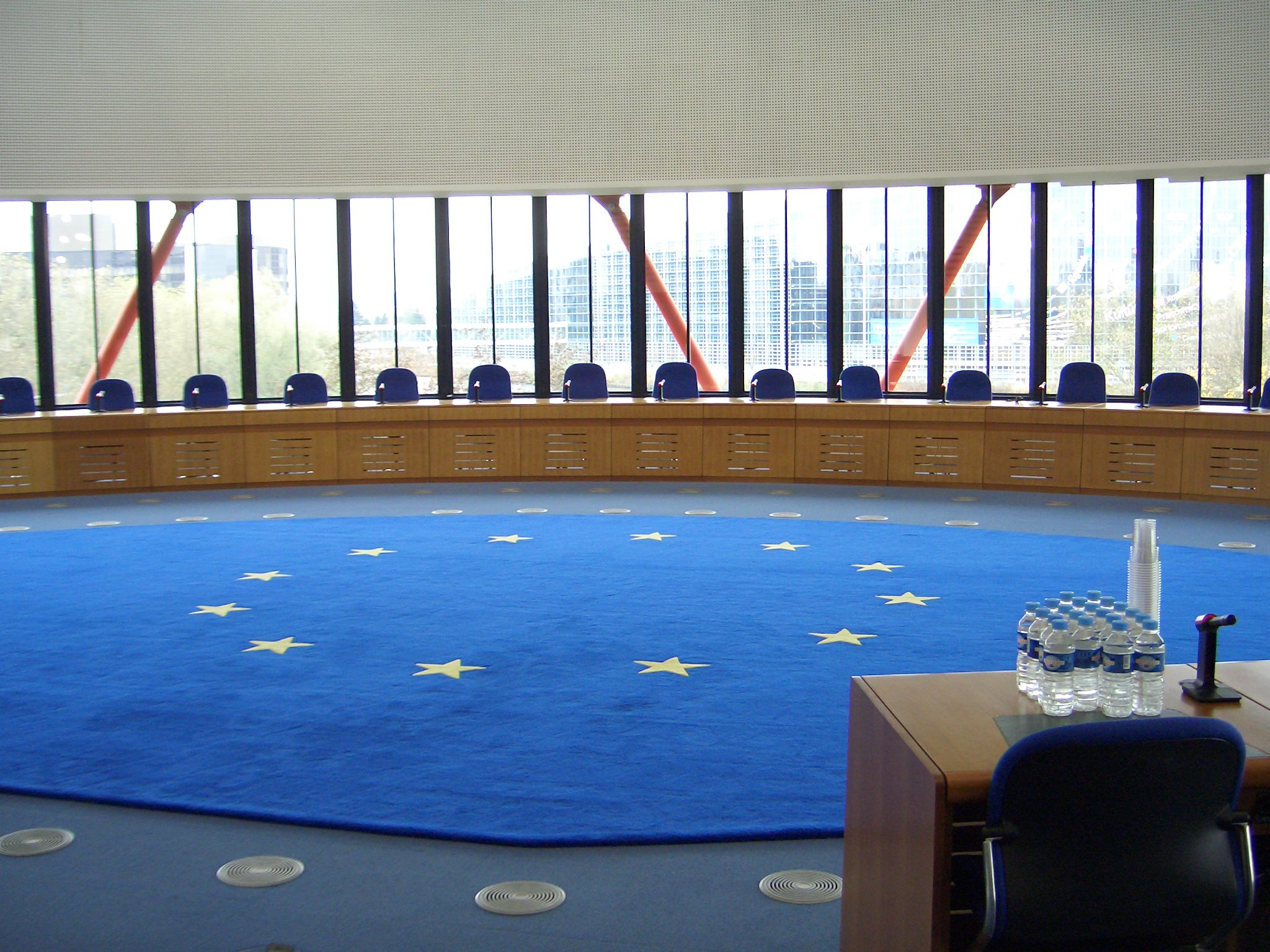
歐洲人權法院的法庭

所有對於成員國侵害人權的控訴都會在歐洲人權法院立案後被分派到各個庭審理。每個控訴一開始都會先由3個法官組成的委員會審查，其可能由三個法官以意見一致的決議駁回而不會再有進一步的審理。一旦通過了委員會的審查，該控訴將會由整個庭的法官加以審理。若是該控訴被認為相當重要時，則可能由大法庭加以審理並做出裁判。本法院的任何一個判決都將拘束成員國，且除了判決中所包含的建議性意見外，成員國必須要遵行該判決的決定。
歐洲委員會的部長委員會的角色便是監督法院各個判決的執行，儘管其對於各個成員國是否遵行法院的判決並沒有強制力，然而，未遵行法院判決的國家最終會受到歐洲委員會的制裁並開除，且該國將在歐洲成為被輕視的國家。更進一步而言，歐盟對於歐洲人權公約及歐洲人權法院有著濃厚的興趣，所以可預見的是，各個歐盟的成員國都將盡力履行其基於歐洲人權公約而來的義務。

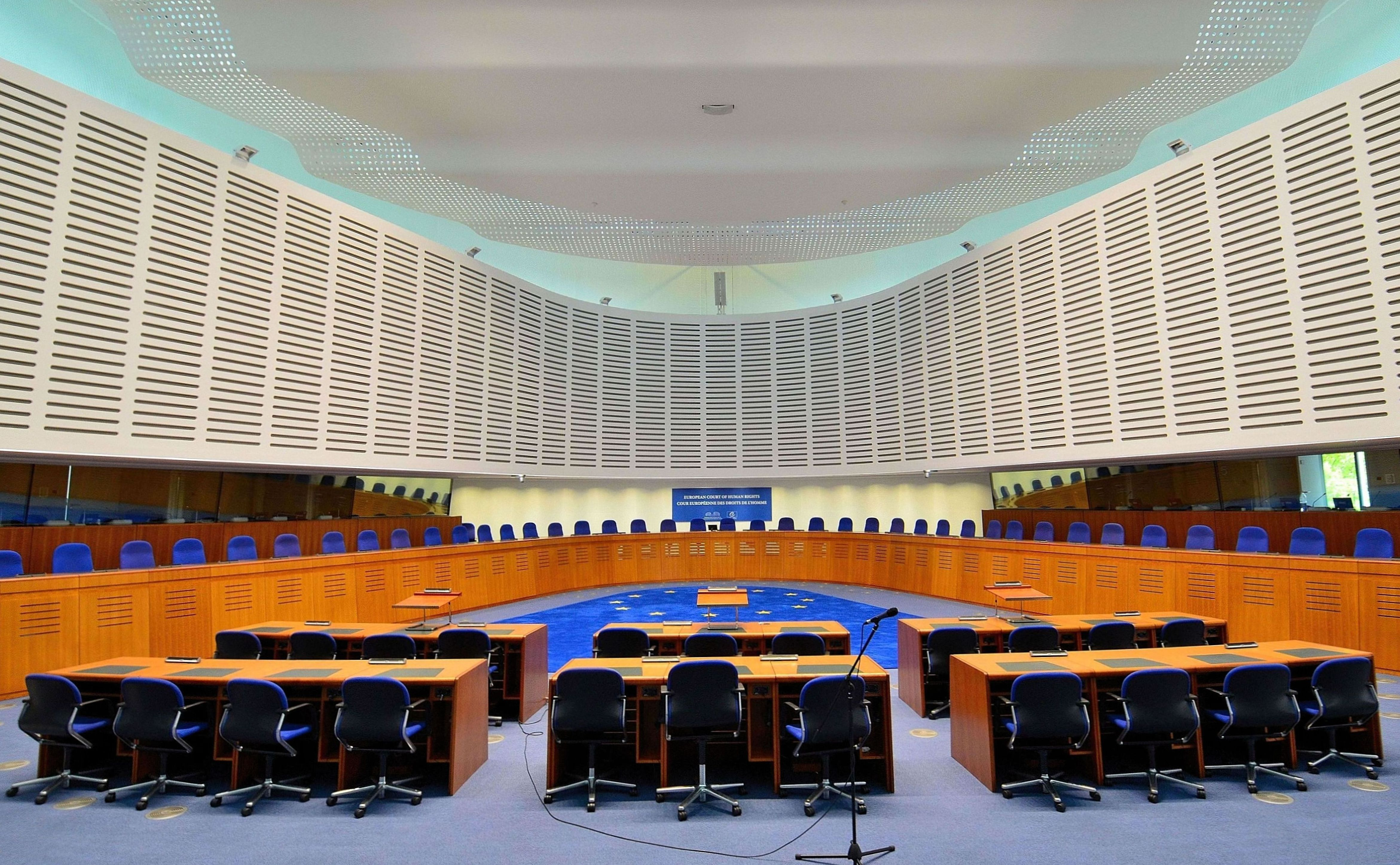
歐洲人權法院的法庭

在法庭聽過雙方代表意見並對是否受理案件有初步的意見後， 法庭可以進行它認為有必要采取的在申請中有關事實和問題的調查， 締約國在此目的下要給予法庭幫助。
《歐洲人權公約》要求所有的審訊必須公開，實際上， 大多數案子是以寫書面答辯的形式不公開庭審。在秘密進行的訴訟中，法庭可能協助雙方達成和解， 但法庭需要監督和解內容是否有違《公約》。但是，在很多案子裡沒有庭審。大法庭的判決是終審性的。法庭做出的判決在公布三個月後會成為終審判決，除非該案件要被大法庭復查或是上訴。如果大法庭拒絕了復查的請求，那麼法庭的裁決就是終局性的了。 
法院的法庭裁定案件中有關受理與否以及法律依據的問題。通常，這些問題是一起被裁定的。在最終判決中， 法庭宣稱締約國違背了《公約》， 並且可能命令締約國賠償實質上或者道德上的賠償金， 以及在國內法院及人權法院起訴時的法律花費。法庭的判決必須公開並且須包含正當性理由。《公約》第46條要求締約國必須要遵守法庭的最終裁決。另一方面，咨詢意見在理論上是沒有約束力的。在《公約》下， 法庭無權宣布違背公約的國內法或行政行為無效。歐洲議會的長官委員會有監督法庭裁決的職責。長官委員會監督締約國是否修改國內法以和公約相適應， 或締約國是否采取個別措施去彌補其對人權的違反。判決對被告國也有約束力， 通常，被告國是遵守法庭裁決的。 
法庭對案件的裁決采用多數人的意見。任何審理案子的法官都可以在裁決上附上獨立的建議。這個建議可以同意或者反對法庭的裁決。當投票中出現票數相等時， 主席有決定性一票。

## 改革
隨著各個成員國中的居民日漸意識到對於自身權利的保護，歐洲人權法院逐漸因為其自身的成就而成為受難者。某些案子必須要延宕長達五年以上才能做出判決，而且其積案也顯著的增加了。舉例來說，根據人權資訊佈告欄的資料，在2003年11月1日至2004年2月29日間，該法院受理了7,315件案子，但其中的6,255件最後被駁回。
根據歐洲人權法院的報告，其於2008年中共作成了1543個判決，另外尚有超過3萬2千個案件遭到裁定不受理，隨著超過94%的案件被裁定不受理，歐洲人權法院「事實上」已經漸漸偏離了其保障個別人權的任務，而偏向僅觀注具有法律上普遍重要性的議題。
基於「迟到的正义非正义」的原則，歐洲委員會設立了工作小組試圖想出方法增進法院的效率，第14號議定書（歐洲人權公約的修正案）便因此而生。這一號新的議定書在所有歐洲委員會會員國批准後開始施行，其將做出下列改變：
- 由一個法官便能決定案件的受理與否，而不若現在須要三個法官才能決定。
- 假如某個案子和法院先前審理過的案子相似，且本質上是由於該成員國未修改其國內法以更正先前判決中所指明錯誤的部分時，該案得由三個法官即可做出判決，而不需要以七個法官審理。
- 假如某個案件的聲請人被認為並未遭受到「顯著的不利益」時，該案可能會被駁回。然而，這並不是一個硬性規定。
- 假如成員國拒絕執行對抗其自身的判決時，部長委員會可以將該成員國交付本法院審理。
- 部長委員會可以要求法院對於判決做出「解釋」，以便協助各個成員國尋得最佳方式來實行。

然而，國際特赦組織表示，這些案件受理標準的改變可能造成個人喪失平反其所受到的人權侵害之能力。

## 與其他法院的關係

### 歐洲法院
歐洲人權法院與歐洲法院（ECJ, The Court of Justice of the European Union）沒有關係。但是， 因為所有歐盟成員國都是歐洲委員會的成員並且都已簽署《人權公約》， 因此需要考慮兩個法院間案例法的一致性。 歐洲法院需參考歐洲人權法院的案例法， 並把公約當成歐盟法律體系裡的一部分， 因為它確立了歐盟成員國的法律原則。儘管歐盟成員國都是《人權公約》的締約方，但歐盟本身並不是締約方， 因
為按照之前的條約， 它沒有權限這麼做。但歐盟各機構受《尼斯條約》第六條的約束， 需在《公約》的約束下尊重人權。由於《裡斯本條約》於2009年12月1日生效，歐盟應簽署《人權公約》。這意味著歐洲法院受到歐洲人權法院案例法中司法先例的約束， 並因此要服從人權法，避免兩個法庭之間出現案例法上的不一致。 
不過，由於所有的歐盟成員國都是歐洲委員會的成員之一，且也都簽署了歐洲人權公約，因此，就這兩個法院於案例法間的關係便持續受到關注。對此，歐洲法院認為，歐洲人權法院所形成的案例法以及歐洲人權公約應如同歐盟法律系統的一部分。
然而，儘管歐盟的會員國都有加入歐洲人權公約及歐洲委員會，但歐盟本身並未加入，因為在先前的條約中，歐盟本身並不具備加入的能力。不過，隨著尼斯條約的簽訂，歐盟機關將受到該條約第6條之拘束，而必須要尊重歐洲人權公約中所宣示的人權。
將來，隨著裡斯本條約於2009年12月1日生效，歐盟預期將簽署歐洲人權公約。而這將使歐洲法院受到歐洲人權法院先前所形成的判例法所拘束，並因此成為其所應遵循的人權法，徹底了解決此二法院間的衝突問題。

### 締約國本國法院
大部分《歐洲人權公約》的締約國已將公約並入本國的法律體系中，有的是通過憲法來規定，有的通過成文法，或司法裁決。 

## 重大矚目案件

### 愛爾蘭訴聯合王國案（5310/71）
在1977年12月時，愛爾蘭向歐洲人權法院提起訴訟，控告聯合王國中的英國政府違反了「免於酷刑與不人道待遇之自由」的規定，有一些人在未經法院審理的情況下被關入了監獄（Case No. 5310/71）。法院認為，儘管英國政府對那些人的監禁違反了公約中的權利，但在該情況下可認為該違反係屬具有正當理由的違反。然而法院另外認為，五種手段（five techniques，亦即五種刑罰）的實施以及毆打囚犯的行為縱使非嚴刑拷問，仍然構成了公約中關於「免於酷刑與不人道待遇之自由」的違反。

### Paton案
1980年時，歐洲人權法院排除了胎兒控告自己母親的權利。因為在Paton v. United Kingdom案中，法院認為胎兒生命和懷孕婦女的生命是「緊密的結合在一起」，其並無法從母體加以分離而成為獨立的個體。

### 福利黨等訴土耳其案
在2003及2004年時，歐洲人權法院於維持土耳其憲法法院基於該黨違反政教分離原則而解散福利黨的裁判中認為，「伊斯蘭法和民主的基本原則相違背。」（2003年12月13日）歐洲人權法院認為，基於伊斯蘭法的法律制度將與歐洲人權公約的價值相違背，特別是就刑法與刑事訴訟法之部分，其依照宗教戒律所制定的法律將干涉婦女於公、私領域中的地位及權利，違背了歐洲人權公約中所建立的人權價值。

### 車臣相關案件
在俄羅斯軍隊於1999年第二次進攻車臣後，歐洲人權法院同意審理在第二次車臣戰爭期間對抗俄羅斯進攻的車臣居民所提起的侵害人權訴訟，且直至2009年4月時已經做出了104個判決（包含關於非法拷問和司法程序外處決之案子）。舉例來說，在2007年時，法院判決俄羅斯必須對殺害維權人士Zura Bitiyeva和她的家人一事負責。Bitiyeva在2000年時向歐洲人權法院對莫斯科政府提出侵害人權的控告，但他在2003年，本案判決做出以前，卻慘遭謀殺。其他對於俄羅斯的控訴包含了Ruslan Alikhadzhyev、Shakhid Baysayev、Nura Luluyeva和Khadzhi-Murat Yandiyev的死亡（這些人在「強迫失蹤（forced disappearance）」幾年後被推定已經死亡）、對於車臣卡特爾-尤爾特（Katyr-Yurt）的任意轟炸、以及一些在Novye Aldi大屠殺中的死亡。直到2008年，歐洲人權法院仍充斥著許多來自車臣的控訴，而使該院被人權觀察（Human Rights Watch）稱為「受害者的最後希望」。

### 宗教服飾案件
在過去的許多案子中，歐洲人權法院允許各國政府藉由制定法律來約束該國人民的穿著。在Leyla Şahin訴土耳其案中，該土耳其女子因為其穿戴頭巾之故，因而被禁止進入課堂聽課與進入教室中考試。歐洲人權法院對本案所做出的裁判認為，土耳其並未違反歐洲人權公約中的宗教自由及平等原則。
在2001年的Dahlab訴瑞士案中，法院認為瑞士政府有權要求一名皈依伊斯蘭教的老師摘下她的頭巾，因為頭巾屬於伊斯蘭教的「強烈外部像徵」，進而可能會「影響」年輕的學子。
2008年11和12月間，法院處理Dogru訴法國案和Kevanci訴法國案時，認為法國政府並未違反歐洲人權公約中關於宗教信仰的自由。在這兩個案子中，該二名12歲信仰伊斯蘭教的女孩因為她們拒絕在體育課時拿掉遮住她們臉部的頭巾，因而遭到學校開除。
另外在Mann Singh訴法國案中，一名錫克教的男教徒這20年來持有的駕駛執照上的照片都是他穿戴著包頭巾時的照片，但現在若他要繼續持有駕駛執照，法國政府要求他的照片必須要將頭巾拿掉。本案歐洲人權法院直接裁定不受理，而根本沒有實質審理該案。
另外，在2009年的Lautsi訴義大利案中，法院一致性的判決認為，義大利在公立學校教室中懸掛耶穌受難像的行為違反了家長有權依據其信念教育其子女的「家長權（parental rights）」，同時也侵害了小孩的宗教自由（依據第一號議定書第2條以及歐洲人權公約的第9條）。根據法院的判決：「耶穌受難像的存在－且其若懸掛於教室中，不可能不被注意到－將可能被所有年齡層的學生輕易的解讀成一種宗教像徵，且他們將感到處於附有某一種宗教印記的環境下受教育。」但於2011年Grand Chamber作出判決，推翻了前審判決，認定該項行為並不違反上述法令。

### 其他案件
- A. B. and C. v. Ireland：墮胎權
- Dudgeon v. United Kingdom：同性戀權利與隱私權
- McLibel case：關於誹謗案件的法律扶助
- Murray v. United Kingdom：反恐法
- John Murray v. United Kingdom：緘默權
- Funke v. France：公正審問權
- 歐洲人權法院關於法律倫理的判決清單
- 歐洲人權法院關於LGBT的判決清單
- ASLEF v. United Kingdom：工會開除成員的權利
- Church of Scientology Moscow versus Russia[29]
- Soering訴英國案：引渡、對抗不人道及殘酷對待的權利
- 驅逐查戈斯人：被迫遷徙、不人道、管轄權、帝王條款

## 歷任院長
歐洲人權法院到目前為止共有17任院長：
| 歐洲人權法院院長 |                                             |               |                |            |
| #                | 姓名                                        | 就任時間      | 卸任時間       | 代表國     |
| 1                | Arnold McNair, 1. Baron McNair（1885–1975） | 1959年1月21日 | 1965年5月3日   | 英國       |
| 2                | Rene Cassin（1887–1976）                    | 1965年5月20日 | 1968年6月15日  | 法國       |
| 3                | Henri Rolin（1891–1973）                    | 1968年9月27日 | 1971年5月5日   | 比利時     |
| 4                | Sir Humphrey Waldock（1904–1981）           | 1971年5月5日  | 1974年1月21日  | 英國       |
| 5                | Giorgio Balladore Pallieri（1905–1980）     | 1974年5月8日  | 1980年12月9日  | 義大利     |
| 6                | Gerard Wiarda（1906–1988）                  | 1981年1月30日 | 1985年5月30日  | 荷蘭       |
| 7                | Rolv Ryssdal（1914–1998）                   | 1985年5月30日 | 1998年2月18日  | 挪威       |
| 8                | Rudolf Bernhardt（*1925）                   | 1998年3月24日 | 1998年10月31日 | 德國       |
| 9                | Luzius Wildhaber（*1937）                   | 1998年11月1日 | 2007年1月18日  | 瑞士       |
| 10               | Jean-Paul Costa（*1941）                    | 2007年1月19日 | 2012年10月31日 | 法國       |
| 11               | Dean Spielmann（*1962）                     | 2012年11月1日 | 2015年10月31日 | 盧森堡     |
| 12               | Guido Raimondi（*1953）                     | 2015年11月1日 | 2019年5月4日   | 義大利     |
| 13               | Linos-Alexandre Sicilianos（*1960）         | 2019年5月5日  | 2020年5月17日  | 希臘       |
| 14               | Robert Spano（*1972）                       | 2020年5月18日 | 2022年10月31日 | 冰島       |
| 15               | 希奧夫拉·奧利里（*1968）                    | 2022年11月1日 | 2024年7月2日   | 愛爾蘭     |
| 16               | Marko Bošnjak（*1974）                      | 2024年7月2日  | 2025年5月30日  | 斯洛維尼亞 |
| 17               | Mattias Guyomar（*1968）                    | 2025年5月30日 | 現任           | 法國       |

## 法院建築
歐洲人權法院的建築是由理查德·羅傑斯所設計，並於1995年時建造完成。其中，大幅度的使用玻璃是為了強調該法院對於歐洲人民的「開放」。
這棟建築，包含審判室和登記處（行政機構和法官辦公室），由理查德·羅傑斯建築事務所設計，並在1995年竣工。這種設計是為了展現委員會和法庭這兩個不同的組成部分（當時是這樣）。牆體大面積地采用玻璃，像征著法庭對歐洲公民是公開的。

## 榮譽和獎勵
2010年該法院獲得自由勛章。

## 外部連結
- 歐洲人權公約（PDF） （页面存档备份，存于）
- 歐洲人權法院官網 （页面存档备份，存于）
- information for applicants （页面存档备份，存于）
- 法院裁判及案例網站 （页面存档备份，存于）
- 法院規章(PDF)
- Case-processing flowchart (PDF) （页面存档备份，存于）（第14號議定書以前）
- 《第14號議定書》全文 （页面存档备份，存于）
- "Chechens taking Russia to court" - BBC News （页面存档备份，存于）
- European Court of Human Rights condemns Russia in media case - IFEX
- How Russia hijacks the European Court of Human Rights（with references at Ilaşcu case）
- The European Union’s accession to the European Convention on Human Rights